# Trochosippa nigerrima
Trochosippa nigerrima là một loài nhện trong họ Lycosidae.
Loài này thuộc chi Trochosippa. Trochosippa nigerrima được Carl Friedrich Roewer miêu tả năm 1960.